# Лейк-Саксесс (Нью-Йорк)
Лейк-Саксесс (англ. Lake Success) — селище (англ. village) в США, в окрузі Нассау штату Нью-Йорк. Населення — 2828 осіб (2020).

## Географія
Лейк-Саксесс розташований за координатами 40°45′50″ пн. ш. 73°42′40″ зх. д. / 40.76389° пн. ш. 73.71111° зх. д. (40.763874, -73.711086).  За даними Бюро перепису населення США в 2010 році селище мало площу 4,91 км², з яких 4,78 км² — суходіл та 0,13 км² — водойми.

## Демографія
Згідно з переписом 2010 року, у селищі мешкали 2934 особи в 799 домогосподарствах у складі 686 родин. Густота населення становила 598 осіб/км².  Було 826 помешкань (168/км²).
Расовий склад населення:
| - 67,2 % — білих - 27,0 % — азіатів - 3,4 % — чорних або афроамериканців - 0,1 % — корінних американців - 1,0 % — осіб інших рас |

До двох чи більше рас належало 1,4 %. Частка іспаномовних становила 2,8 % від усіх жителів.
За віковим діапазоном населення розподілялося таким чином: 20,6 % — особи молодші 18 років, 46,4 % — особи у віці 18—64 років, 33,0 % — особи у віці 65 років та старші. Медіана віку мешканця становила 52,7 року. На 100 осіб жіночої статі у селищі припадало 78,8 чоловіків;  на 100 жінок у віці від 18 років та старших — 75,2 чоловіків також старших 18 років.
Середній дохід на одне домашнє господарство  становив 274 724 долари США (медіана — 173 533), а середній дохід на одну сім'ю — 292 827 доларів (медіана — 182 404). За межею бідності перебувало 5,7 % осіб, у тому числі 8,6 % дітей у віці до 18 років та 3,4 % осіб у віці 65 років та старших.
Цивільне працевлаштоване населення становило 1179 осіб. Основні галузі зайнятості: освіта, охорона здоров'я та соціальна допомога — 35,6 %, фінанси, страхування та нерухомість — 17,0 %, роздрібна торгівля — 10,6 %, науковці, спеціалісти, менеджери — 10,1 %.